# Gare de Voreppe
Gare de Voreppe vasútállomás Franciaországban, Voreppe településen.

## Vasútvonalak
Az állomást az alábbi vasútvonalak érintik:
- Lyon-Perrache-Grenoble-Marseille-vasútvonal

## Kapcsolódó állomások
A vasútállomáshoz az alábbi állomások vannak a legközelebb:
- Gare de Moirans (Lyon-Perrache pályaudvar)
- Gare de Saint-Égrève-Saint-Robert (Gare de Marseille-Saint-Charles)